# Halcyon senegaloides
Il martin pescatore delle mangrovie (Halcyon senegaloides A. Smith, 1834) è un uccello della famiglia Alcedinidae, diffuso in Africa.

## Distribuzione e habitat
Popola le aree forestali litoranee della costa orientale dell'Africa, dalla Somalia al Sudafrica, inclusa l'isola di Zanzibar.
Il suo habitat sono le mangrovie e le foreste litoranee in prossimità di lagune, estuari e insenature.